# Zavrh (gmina Lenart)
Zavrh – wieś w Słowenii, w gminie Lenart. W 2018 roku liczyła 408 mieszkańców.